# Olbramovice (okres Znojmo)
Olbramovice (Duits: Wolframitz, soms ter onderscheiding van andere plaatsen met dezelfde naam Olbramovice u Moravského Krumlova genoemd) is een Moravische vlek (městys) in de Tsjechische regio Zuid-Moravië, en maakt deel uit van het district Znojmo. Olbramovice telt 1159 inwoners (2023).

## Geschiedenis
- 1253 – De eerste schriftelijke vermelding van Olbramovice.
- 2007 – De gemeente Olbramovice krijgt (opnieuw) de status vlek.[1]